# Lancelet
Lancelet cũng có tên là amphioxi (số ít, amphioxus), chứa khoảng 30 đến 35 loài dạng cá.